# Charlie Carver
Charlie Carver nato Charles Carver Martensen (San Francisco, 31 luglio 1988) è un attore statunitense, noto per il ruolo di Porter Scavo nella serie televisiva Desperate Housewives. Ha un fratello gemello anche lui attore, di nome Max.

## Biografia
Charlie Carver nasce il 31 luglio 1988 a San Francisco, in California. Charlie e suo fratello gemello Max compiono gli anni in due giorni diversi, Charlie è nato il 31 luglio e Max è nato 7 minuti dopo di lui, il 1º agosto. Da piccolo si trasferisce in una città nella Napa Valley, dove frequenta la scuola: è qui che ha la sua prima esperienza di recitazione. Continua a studiare recitazione alla ACT di San Francisco, la Interlochen Arts Academy, la University of Southern California, e in uno studio privato. 
L'11 gennaio 2016, l'attore dichiara pubblicamente di essere gay tramite una serie di post sul suo profilo Instagram.
Nel 2018 ha debuttato a Broadway nel dramma The Boys in the Band.
Nel 2020 recita nella trasposizione cinematografica di The Boys in the Band, prodotta da Ryan Murphy; il cast comprende Jim Parsons (Michael), Zachary Quinto (Harold), Andrew Rannells (Larry), Tuc Watkins (Hank) e Matt Bomer (Donald) per la regia di Joe Mantello.

## Filmografia

### Cinema
- Camp Fred, regia di Jonathan Judge (2012)
- Underdogs, regia di Doug Dearth (2013)
- Giustizieri da strapazzo - Bad Asses (Bad Asses), regia di Craig Moss (2014)
- I Am Michael, regia di Justin Kelly (2015)
- Fist Fight, regia di Richie Keen (2017)
- A Midsummer Night's Dream, regia di Casey Wilder Mott (2017)
- The Boys in the Band, regia di Joe Mantello (2020)
- The Batman, regia di Matt Reeves (2022)

### Televisione
- Desperate Housewives - I segreti di Wisteria Lane (Desperate Housewives) – serie TV, 62 episodi (2008-2012)
- Restless Virgins, regia di Jason Lapeyre – film TV (2013)
- Teen Wolf – serie TV, 22 episodi (2013-2014)
- The Leftovers - Svaniti nel nulla – serie TV, 10 episodi (2014)
- Hawaii Five-0 - serie TV, episodio 5x08 (2014)
- The League – serie TV, episodio 7×07 (2015)
- When We Rise – miniserie TV, 1 puntata (2017)
- Ratched – serie TV, 8 episodi (2020)
- American Horror Story – serie TV, 9 episodi (2022)

## Teatro
- The Boys in the Band, di Mart Crowley, regia di Joe Mantello. Booth Theatre di Broadway (2018)

## Doppiatori italiani
Nelle versioni in italiano delle opere in cui ha recitato, Charlie Carver è stato doppiato da:
- Flavio Aquilone in Desperate Housewives - I segreti di Wisteria Lane
- Gianluca Crisafi in Teen Wolf
- Federico Viola in The Boys in the Band
- Stefano Macchi in The Batman
- Stefano Broccoletti in Ratched
- Davide Albano in American Horror Story